# Domaine de Kerlivio
Le domaine de Kerlivio est situé au lieu-dit « Kerlivio », sur les communes de Brandérion et Kervignac dans le Morbihan.

## Histoire
Le corps central du château est construit en 1825, suivi par deux pavillons latéraux, pour le comte de Perrien de Crenan. Le parc date de 1850. Il passe à Geoffroy de Goulaine.
Le domaine de Kerlivio a servi de base à l'aviation allemande. En février 1941, le château et le parc sont réquisitionnés. L'officier de la Luftwaffe responsable du domaine de Kerlivio est Martin Harlinghausen. À l'intérieur du parc, sont construits la cité administrative, les bureaux, l'infirmerie, les cuisines, le restaurant, les maisons et les baraquements nécessaires au logement de l'état-major (500 personnes). Le long du mur du potager, des garages sont édifiés pour l'entretien et le stationnement des véhicules.
En 1987, un ouragan endommage le domaine.
Les façades et toitures des châteaux neufs et vieux et des communs, le colombier, l'orangerie, la fontaine, le mur d'enceinte avec ses portails et le parc font l’objet d’une inscription au titre des monuments historiques depuis le 19 novembre 1992.

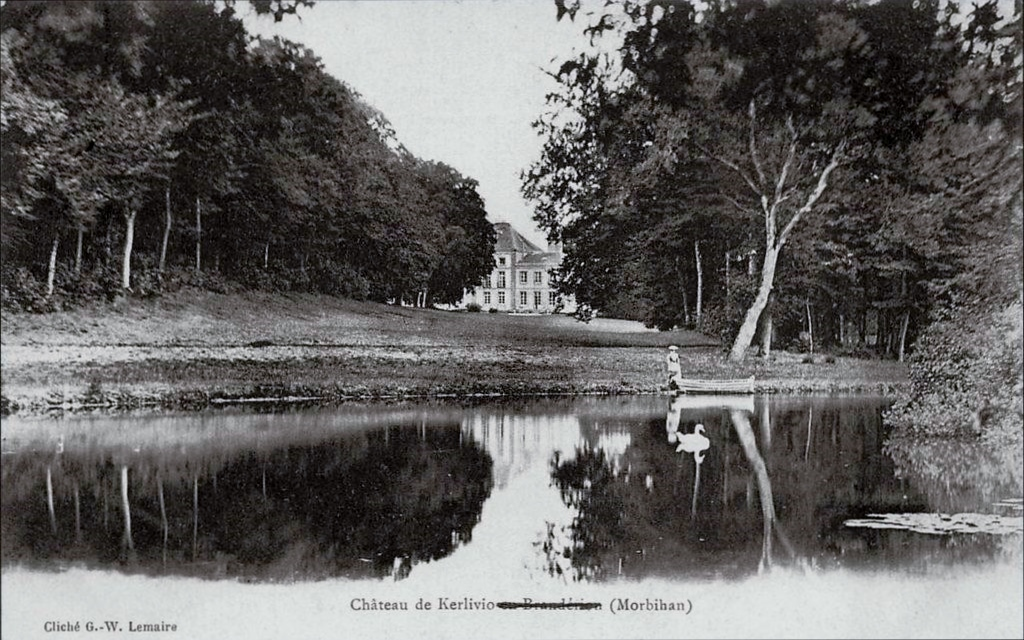
Le domaine de Kerlivio au début du XXe siècle (carte postale).
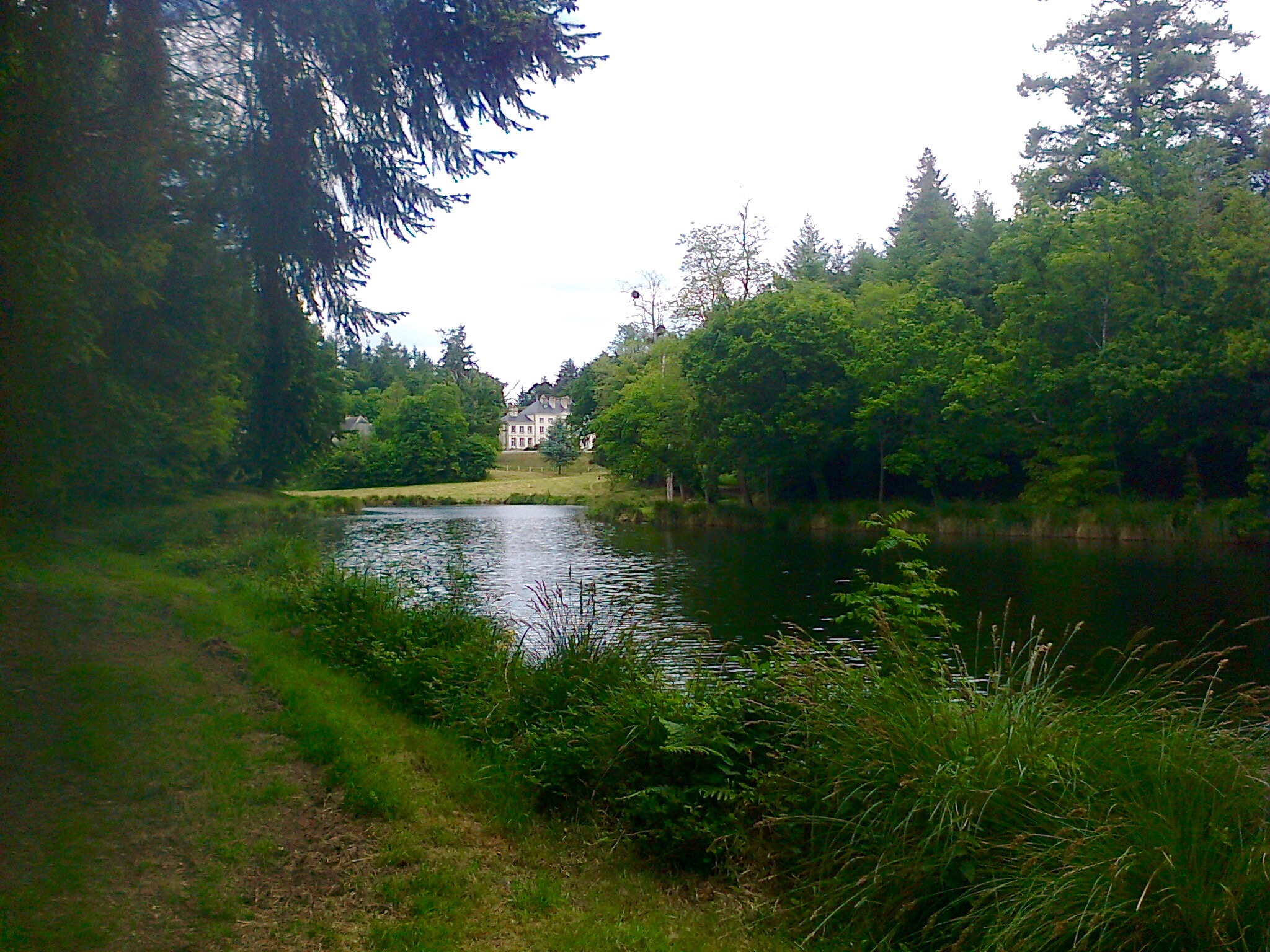
Le château de Kerlivio et son parc.
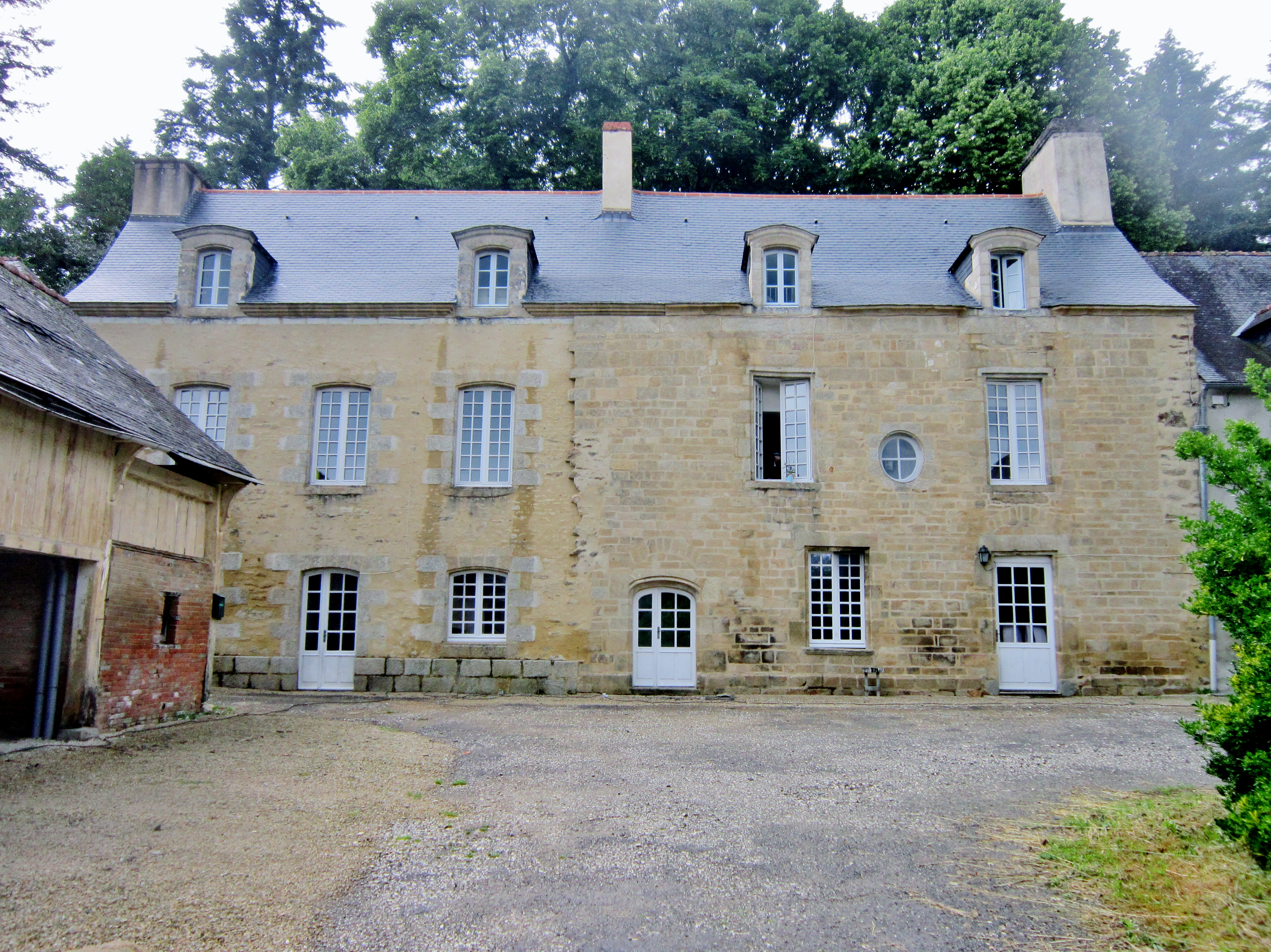
Domaine de Kerlivio ː la façade du vieux château (restauré en 2006).
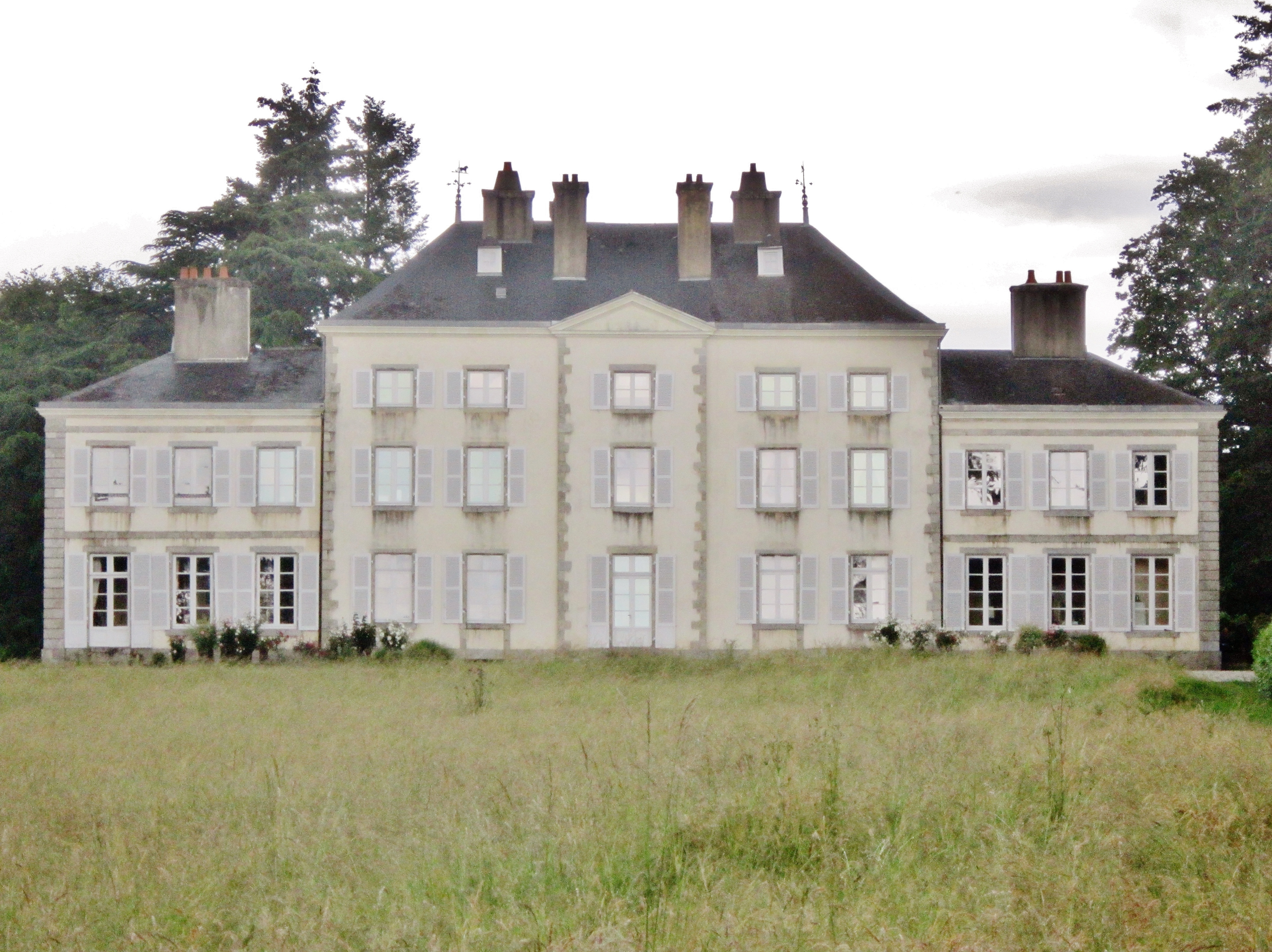
Le château de Kerlivio ː la façade.
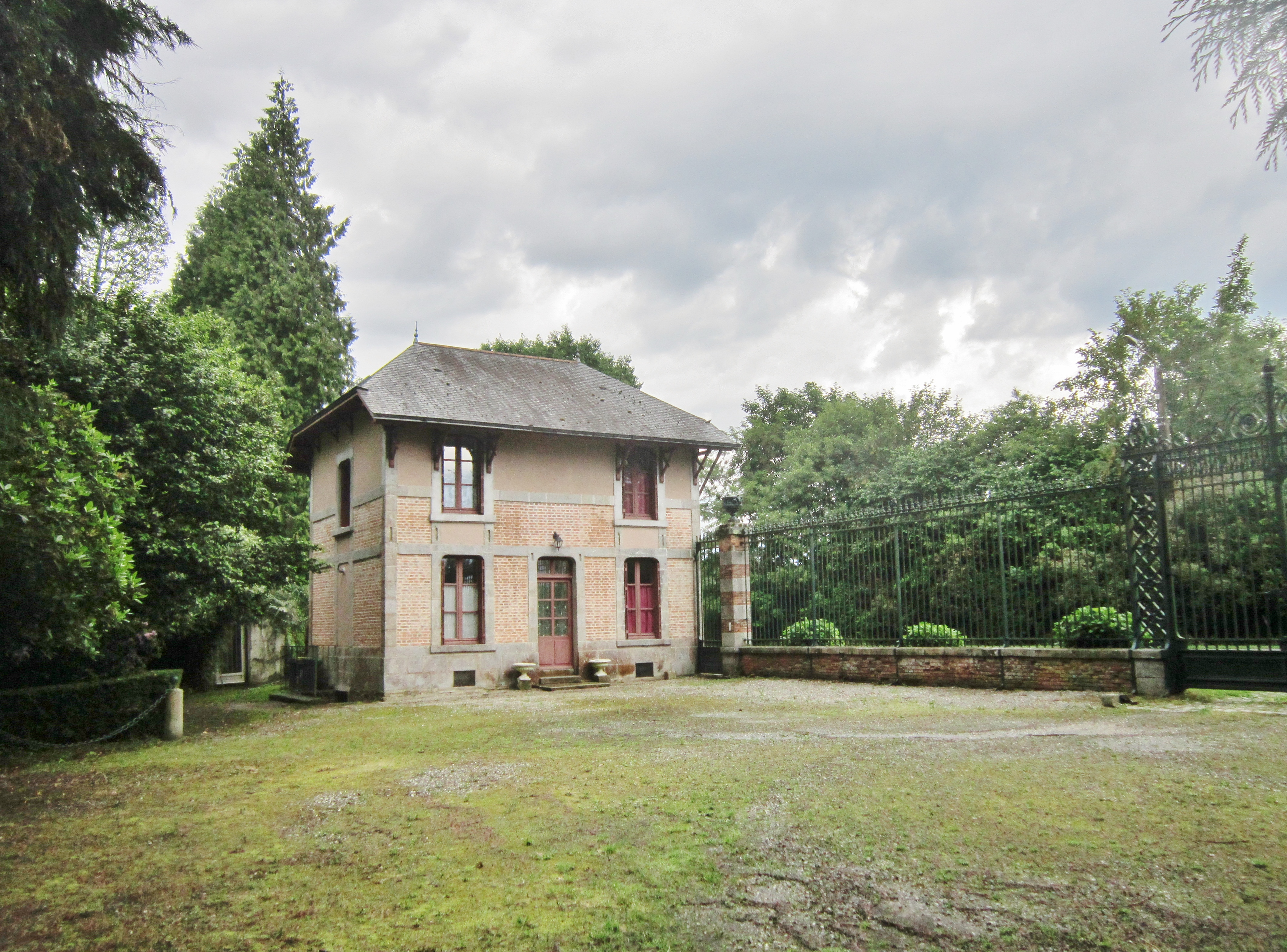
Domaine de Kerlivio ː le pavillon Ty Ru, restauré en 2006.